# Gellérthegyi víztároló

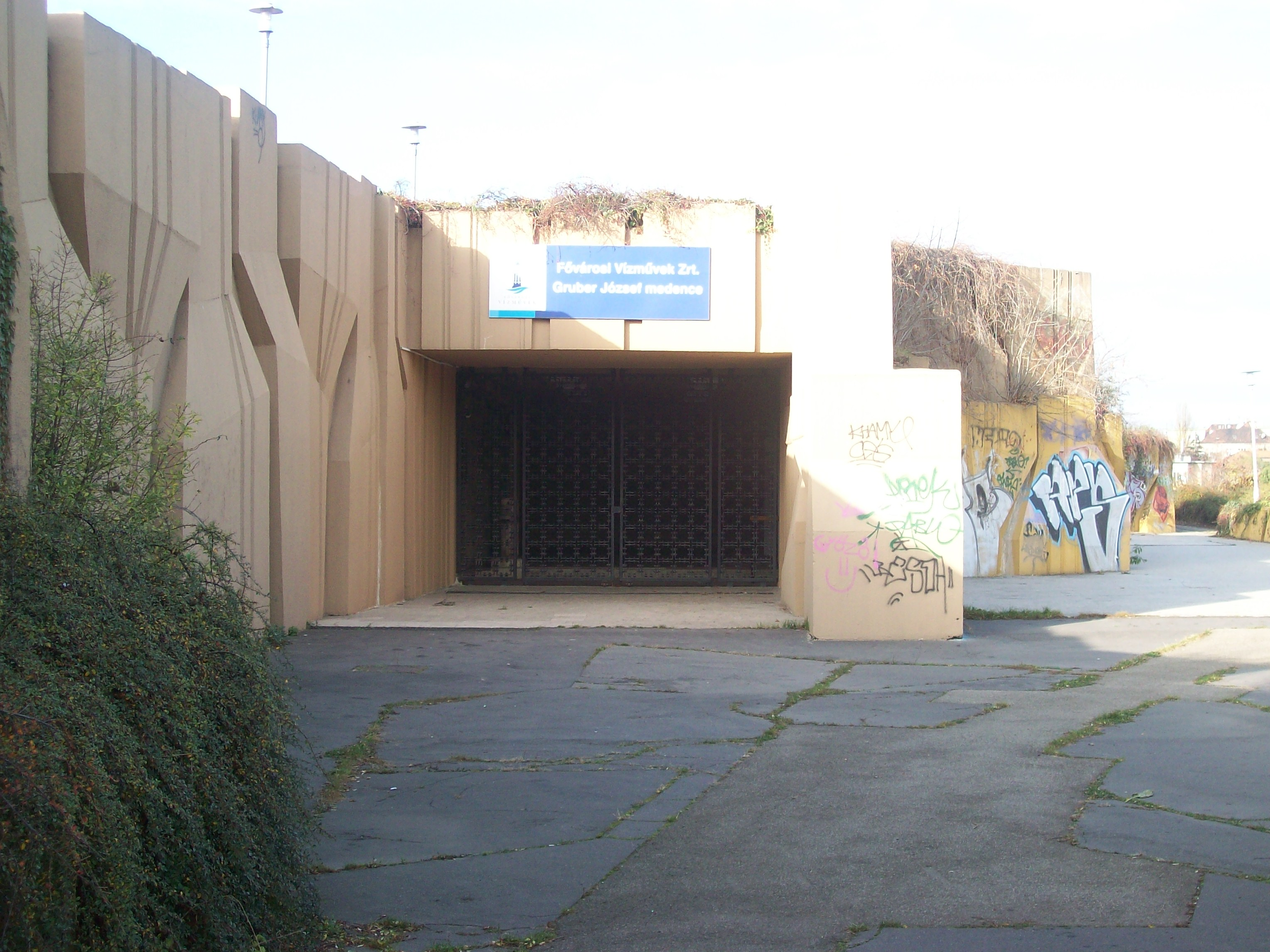
A víztároló bejárata

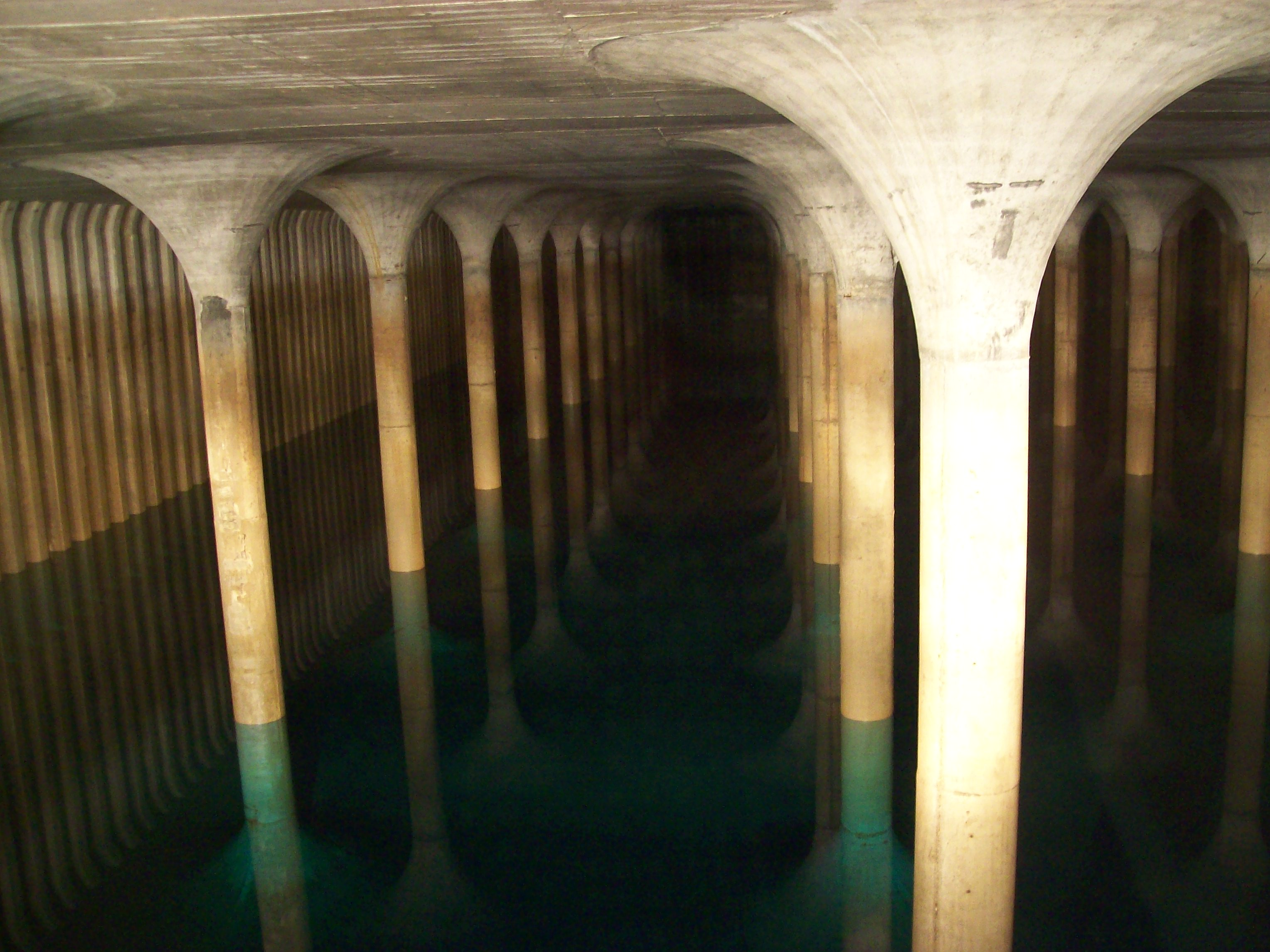
A víztároló egyik medencéje

A Gellérthegyi Gruber József víztároló Budapest legnagyobb víztároló medencéje. A Hegyalja út, a Sánc utca és az Orom utca által határolt terület alatt fekszik. A terveit Gruber József kezdte, az építés 1974 és 1980 között zajlott. Két medencéből áll, melyek tárolókapacitása 2 × 40 000 köbméter, a földmunkák során 140 000 köbméter földet mozgattak meg.  Az összfelület 2 × 5000 négyzetméter, a medencék födémszerkezetét 2 × 106 db pillér tartja, a falai 35 cm vastagságúak. A medencék zongora alakúak, mert ebben a víz folyamatos áramoltatásával könnyebben biztosítható, hogy a víz minősége minél tovább megmaradjon, ne legyenek benne pangó részek, ahol a baktériumok elszaporodhatnak. Ennek érdekében készültek az oszlopok is íves talpakkal. (tervező: FŐMTERV/Mélyépterv, Galántai György/Dr Janzó József; kivitelező: Mélyépítő Vállalat, Várnai György). Az építkezés végén az egyik medencéjében forgatták Máté Péter: Egy darabot a szívemből c. dalának videóklipjét.
Ezen kívül még két, viszonylag nagy kapacitású tároló üzemel a fővárosban: A Kőbányai víztároló 1869–1871 között (2 × 11 500 m3 +1970: 2 × 5000 m3), a Rákosszentmihályi víztároló pedig 1972-ben épült (10 000 m3). 

## További víztárolók a Gellért-hegyen
Két másik kevésbé ismert víztároló is létesült korábban a Gellért-hegyen, ezek nem kaptak nevet.
1902-ben kezdtek építeni egy víztárolót a Gellért gyógyfürdő felett a Kelenhegyi úton, amely 1903-tól üzemelt. Medencéje kb. 68×62 méter alapterületű, négyszögalaprajzú, kétrekeszes. Kb. 17 500 köbméter kapacitású volt. Az elcsúszás veszélyét magában rejtő agyagrétegre alapozták, és már az építésekor is jelentkeztek repedések, később még több jelentkezett. Budapest ostroma alatt két bombatalálatot is kapott. A háború után valamelyest helyreállították, de gazdaságosan nem lehetett megmenteni. A Gruber-víztároló üzembeállásával bezárták. Volt ötlet mélygarázsként és élményfürdőkénti hasznosítására, de üresen áll azóta is. Urnatemetőként való hasznosítása is felmerült (2030)
Az 1950-es években épült a sziklába vájva egy 30 000 köbméter kapacitású tároló is a hegy déli oldalán (ún. barlang-medence), amely ma már összeköttetésben áll a Gruber-víztárolóval.